# Jacques Boyvin
Jacques Boyvin  (Paris (?), entre 1649 e 1655; Ruão, 30 de julho de 1706) foi um organista francês e compositor do período da Renascença.

## Seleção de composições
- Premier Livre d'orgue contenant les huit tons à l'usage ordinaire de l'église (1689)
- Second Livre d'orgue contenant les huit tons à l'usage ordinaire de l'église (1689 e 1700)
- Traité abrégé de l'accompagnement pour l'orgue et pour le clavessin (1705)

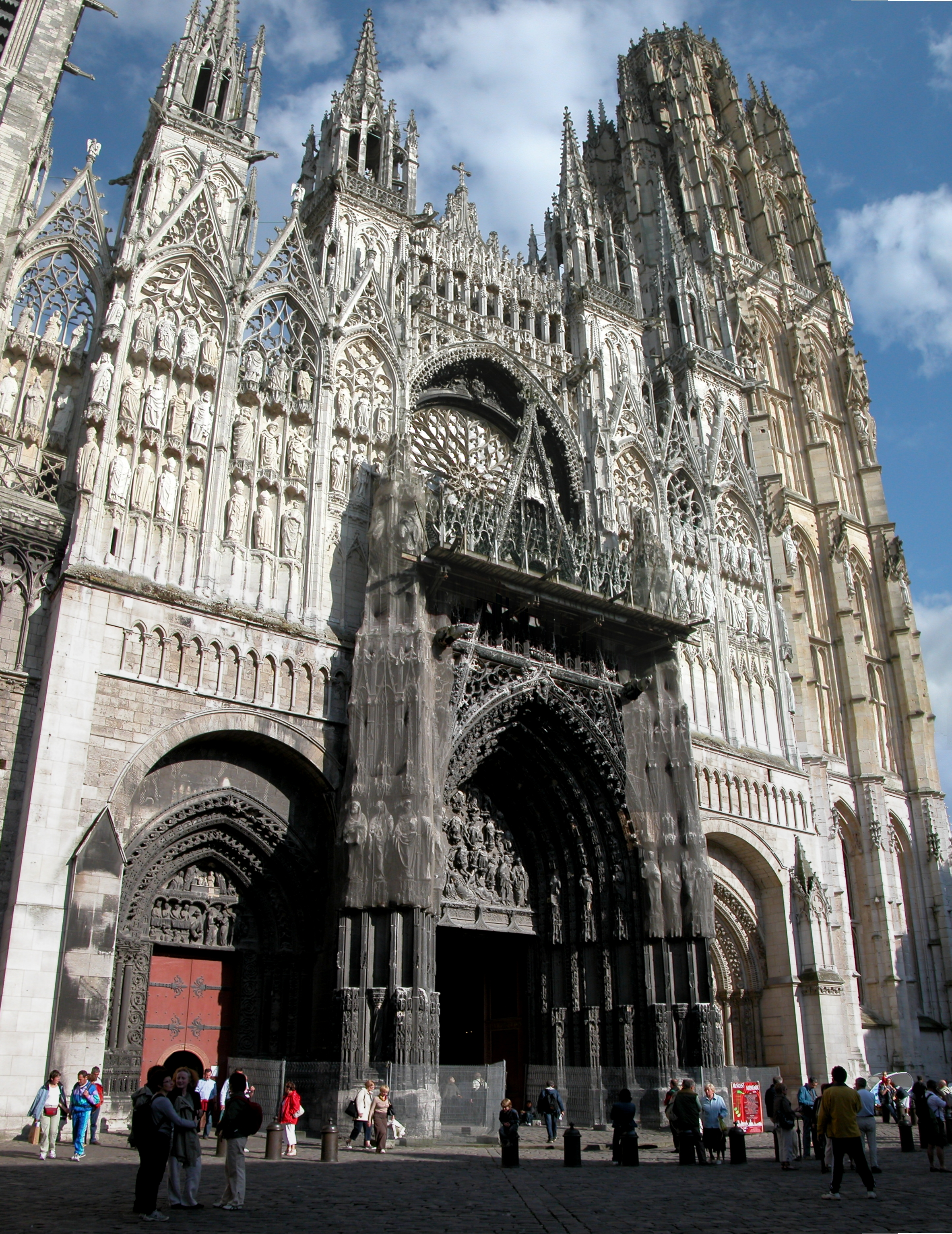
Catedral de Rouen, França, catedral gótica aonde Jacques Boyvin trabalhou.